# Bierpartei Österreich
El Bier Partei Party (BIER) és un petit partit austríac fundat el 2015. La seva activitat es limita a Viena, on va ser elegible per primera vegada a les eleccions del Consell Nacional del 2019, però no va poder entrar al parlament. El partit de la cervesa tornà a presentar-se a les eleccions dels consells estatals i municipals de Viena 2020. El partit s'estructura en la forma d'una organització purament federal sense partits estatals. Conegut originalment sota l'abreviatura BPÖ (BierPartei Österreich), després d'un canvi en els estatuts el 2020, el partit només rebria el nom de “Die Bierpartei”, i l'abreviatura oficial és BIER.

## Història
El partit va ser fundat el 2015 per Marco Pogo, el líder de la banda vienesa de punk rock Turbobier. Segons els mitjans de comunicació, Pogo, que es diu realment Dominik Wlazny, era metge en exercici abans que l'èxit de la banda el portés a canviar de carrera. Els partits de la cervesa ja existien en alguns països (principalment d'Europa de l'Est). Tot i que en casos individuals també perseguien objectius seriosos (el Partit dels Amants de la Cervesa de Polònia va estar representat al parlament local durant uns dos anys), normalment eren partits divertits amb una reivindicació bastant satírica. El projecte del BPÖ es va crear per un caprici, basat en la cançó "Die Bierpartei" de l'àlbum debut de la banda "Irokesentango".

### Eleccions al Consell Nacional 2019
El partit de la cervesa (en aquell moment encara BPÖ) no va participar en cap elecció en els primers quatre anys de la seva existència, i no va tenir lloc una primera compareixença fins a les primeres eleccions del Consell Nacional de 2019. El partit va utilitzar el potencial satíric de l'afer d'Eivissa i va fer campanya amb declaracions de suport per la cervesa gratuïta. Com a motivació per a la candidatura, el partit va afirmar que el "bsoffenen Gschichten" (al·lusió a una declaració de Heinz-Christian Strache) hauria de deixar-se als professionals. Una aparició en l'àmbit nacional estava fora de qüestió, però el partit cerveser va poder recollir prou vots per representar-se a les paperetes, almenys a Viena, amb el nom de BIER. Segons una enquesta en línia del mitjà de comunicació tabloide oe24.at el juliol de 2019, el 23% dels enquestats podrien imaginar votar pel partit de la cervesa. A les eleccions, el partit finalment va rebre 4.946 vots (equivalent al 0,6% a Viena i 0,1% a escala nacional). Bei der Wahl erhielt die Partei schließlich 4.946 Stimmen (entspricht 0,6 % in Wien und 0,1 % bundesweit).

### Eleccions estatals i municipals a Viena 2020
Immediatament després de donar-se a conèixer els resultats de les eleccions al Consell Nacional, el partit cerveser va anunciar que també competiria a les eleccions estatals i municipals de Viena l'octubre del 2020. Per endavant, es va queixar que la recollida de les 1.800 declaracions de suport necessàries es va fer més difícil a causa de les restriccions de sortida vigents durant la pandèmia COVID-19 a Àustria, especialment per als petits partits que han de confiar en el contacte directe amb els votants. Malgrat tot, es podia trobar prou partidaris fins i tot sense patrocinadors externs, de manera que el partit amb l'eslògan "Tornar a ajustar Viena" una al·lusió a l'exalcalde Michael Häupl i la "felicitat" sobre la qual es rumorejava que aquest es permetia en els sseus recorreguts per tota Viena. Per a les eleccions al consell de districte del 2020, que tindrien lloc al mateix temps, el partit de la cervesa va presentar propostes electorals de districte. La campanya electoral es va iniciar amb una concentració a favor de la cervesa del màxim candidat i els seus funcionaris a través dels 23 districtes vienesos, com a "projecte de far" entre les promeses electorals, hi havia la de substituir la font pública de Schwarzenbergplatz per una font de cervesa. Un dels objectius més seriosos fou el suport a la indústria cultural, que fou molt danyada per la crisi del coronavirus. Mitjançant l'habilitat de màrqueting d'aquestes campanyes a través de les xarxes socials, varen aconseguir un abast sense despeses significatives, per la qual cosa altres parts van invertir sumes de cinc dígits en publicitat, amb Niko Alm, un antic membre del Consell Nacional com a candidat amb possibilitats de guanyar.

## Càrrecs
Segons els seus estatuts, el partit cerveser es veu com un "moviment democràtic cerveser". En una "democràcia cervesera" el poder prové de la cervesa. El partit aposta per la llibertat d'expressió i la lliure elecció de la cervesa. El seu consum s'hauria de mostrar obertament, ja que segons ells "les persones amb menys talent quant a beure" necessiten un suport especial. La diversitat i la individualitat en la cultura cervesera són un enriquiment de la vida, per la qual cosa s'ha de practicar la tolerància envers les cerveses estrangeres.

## Resultats electorals

### Eleccions presidencials
| Any  | Candidat       | 1a volta | 1a volta   | 1a volta | 2a volta | 2a volta | 2a volta |
| Any  | Candidat       | Vots     | %          | Resultat | Vots     | %        | Resultat |
| ---- | -------------- | -------- | ---------- | -------- | -------- | -------- | -------- |
| 2022 | Dominik Wlazny | 337,010  | 8,31 / 100 | Derrota  | N/D      | N/D      | N/D      |

### Eleccions legislatives
| Any  | Líder          | Vots   | %         | Escons  | +/– | Govern            |
| ---- | -------------- | ------ | --------- | ------- | --- | ----------------- |
| 2019 | Dominik Wlazny | 4,946  | 0.10 (#9) | 0 / 183 | Nou | Extraparlamentari |
| 2024 | Dominik Wlazny | 98,395 | 2.02 (#7) | 0 / 183 | =   | Extraparlamentari |